# Codice ATCvet QP53
Il codice ATCvet QP53 "Ectoparassiticidi, tra cui gli insetticidi e repellenti" è un sottogruppo del sistema di classificazione Anatomico Terapeutico e Chimico, un sistema di codici alfanumerici sviluppato dall'OMS per la classificazione dei farmaci e altri prodotti medici. Il sottogruppo QP fa parte del gruppo anatomico P, farmaci per uso veterinario Antiparassitari, insetticidi e repellenti.
Numeri nazionali della classificazione ATC possono includere codici aggiuntivi non presenti in questa lista, che segue la versione OMS.

## QP53A Ectoparassiticidi per uso topico, inclusi insetticidi

### QP53AA Prodotti contenenti zolfo
QP53AA01 Mesulfene
QP53AA02 Cimiazolo

### QP53AB Prodotti contenenti cloro
QP53AB01 Clofenotano
QP53AB02 Lindano
QP53AB03 Bromociclene
QP53AB04 Tosilcloramide
QP53AB51 Clofenotano, combinazioni
QP53AB52 Lindano, combinazioni

### QP53AC Piretrine e piretroidi
QP53AC01 Piretro
QP53AC02 Bioalletrina
QP53AC03 Fenotrina
QP53AC04 Permetrina
QP53AC05 Flumetrina
QP53AC06 Cialotrina
QP53AC07 Flucitrinato
QP53AC08 Cipermetrina
QP53AC10 Fluvalinato
QP53AC11 Deltametrina
QP53AC12 Ciflutrina
QP53AC13 Tetrametrina
QP53AC14 Fenvalerato
QP53AC15 Acrinatrina
QP53AC30 Combinazioni di piretrine
QP53AC51 Piretro, combinazioni
QP53AC54 Permetrina, combinazioni
QP53AC55 Flumetrina, combinazioni

### QP53AD Amidine
QP53AD01 Amitraz
QP53AD51 Amitraz, combinazioni

### QP53AE Carbamati
QP53AE01 Carbaril
QP53AE02 Propoxur
QP53AE03 Bendiocarb

### QP53AF Composti organofosforici
QP53AF01 Foxim
QP53AF02 Metrifonato
QP53AF03 Dimpilato
QP53AF04 Diclorvos
QP53AF05 Eptenofos
QP53AF06 Fosmet
QP53AF07 Fention
QP53AF08 Cumafos
QP53AF09 Propetamfos
QP53AF10 Citioato
QP53AF11 Bromofos
QP53AF12 Malatione
QP53AF13 Chintiofos
QP53AF14 Tetraclorvinfos
QP53AF16 Bromfenvinfos
QP53AF17 Azametifos
QP53AF54 Diclorvos, combinazioni

### QP53AG Acidi organici
QP53AG01 Acido formico
QP53AG02 Acido lattico
QP53AG03 Acido ossalico

### QP53AX Altri ectoparassiticidi per uso topico
QP53AX02 Fenvalerato
QP53AX03 Quassia
QP53AX04 Crotamitone
QP53AX11 Benzilbenzoato
QP53AX13 Nicotina
QP53AX14 Bromopropilato
QP53AX15 Fipronil
QP53AX16 Verde malachite
QP53AX17 Imidacloprid
QP53AX18 Ossido di calcio
QP53AX19 Formaldeide
QP53AX22 Timolo
QP53AX23 Piriproxifen
QP53AX24 Diciclanile
QP53AX25 Metaflumizone
QP53AX26 Piriprolo
QP53AX27 Indoxacarb
QP53AX28 Metoprene
QP53AX29 Esaflumuron
QP53AX30 Combinazioni di altri ectoparassiticidi per uso topico
QP53AX65 Fipronil, combinazioni
QP53AX73 Piriprossifene, combinazioni
QP53BD51 Metoprene, combinazioni

## QP53B Ectoparasiticidi per uso sistemico

### QP53BB Composti organofosforici
QP53BB01 Citioato
QP53BB02 Fention
QP53BB03 Fosmet
QP53BB04 Stirofos

### QP53BC Inibitori della sintesi della chitina
QP53BC01 Lufenuron
QP53BC02 Diflubenzuron
QP53BC03 Teflubenzuron
QP53BC51 Lufenuron, combinazioni

### QP53BE Isozaxoline
QP53BE01 Afoxolaner
QP53BE02 Fluralaner
QP53BE03 Sarolaner
QP53BE04 Lotilaner

### QP53BX Altri ectoparasiticidi per uso sistemico
QP53BX02 Nitenpyram
QP53BX03 Spinosad

## QP53G Repellenti

### QP53GX Repellenti vari
QP53GX01 Dietiltoluamide
QP53GX02 Dimetilftalato
QP53GX03 Dibutilsuccinato
QP53GX04 Etoesadiolo